# Súah
Súah (vagy Suakh, héberül: וְשׁ֑וּחַ jelentése: árok, úszás vagy megalázás) a Héber Biblia szerint Ábrahám ószövetségi pátriárka és Ketúrá hat közös fiának egyike. Suakhnak öt fivére volt: Zimrán, Joksán, Médán, Midián és Isbák. Mellettük pedig két féltestvére volt: Ismáel és Izsák.
A Biblia nem sokat árul el Ábrahám és Ketúrá gyermekeinek történetéről. Az Ótestamentum alapján mindössze annyit tudunk Súahról, hogy feltehetőleg Beershebában született. Ez volt az a város, ahová Ábrahám betért miután az Úr parancsára megpróbálta feláldozni fiát, Izsákot. Az ősatya itt találkozott Ketúrával és Izsák itt talált rá feleségére, Rebekára. 

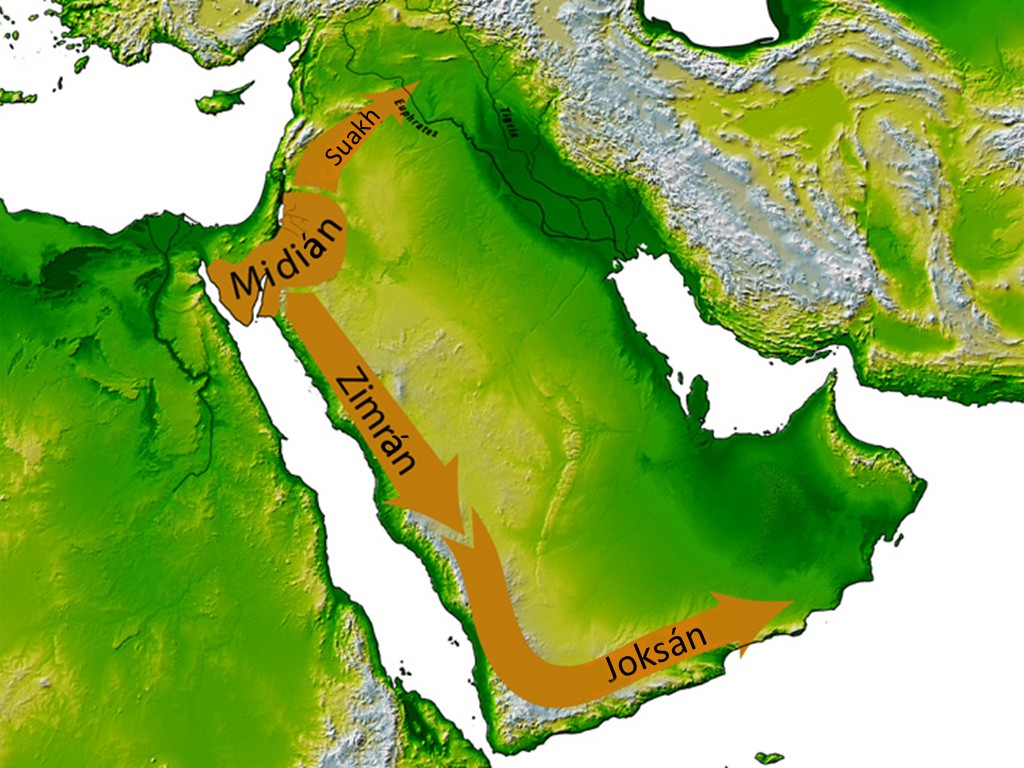
Ábrahám és Ketúrá gyermekeinek feltételezett szálláshelye.

 Miután Ketúrának Beershebában volt a szálláshelye, feltehetőleg Ábrahám mind a hat gyermeke is itt született.
A Biblia megemlíti, hogy Ábrahám Ketúrától származó gyermekeit egy idő után gazdagon megajándékozza és elküldi őket az ígéret földjéről, Kánaánból. Ennek feltehetőleg az az oka, hogy Ábrahám Izsák számára biztosítani akarta az Úrral megkötött szövetség beteljesülését. 
Iosephus Flavius ad hírt Súah későbbi életéről, aki műveiben Joksánt feltehetőleg Szúsz névvel illette. A római történetíró szerint Ábrahám napkeletre küldte fiait, és személyesen jelölte ki nekik új szálláshelyüket. Ez a mai Arab-félsziget területét jelentette egészen Arabia Felix, azaz a mai Jemen, a korábbi Sába királyságának a vidékét a Vörös-tenger mentén. A források alapján viszont Suakh volt az egyetlen Ábrahám és Ketúrá közös gyermekei közül, aki nem kelet felé indult el, hanem Kánaán földjétől északra, Mezopotámia északi része felé vette útját népével együtt. A mai Szíria északi részére vándorló Suakh neve ékírásos szövegekben maradt fenn, amelyek a feltételezett szállásterületét Suakh földjének vagy Sûchunak nevezik. Ez a terület a Hatte nevű újhettita királyság fővárosától, az Eufrátesz partján fekvő Karkemistől délre esett. Jób könyve kétszer is említést tesz arról, hogy Jóbnak volt egy sukhi barátja, utalva a Suakh által benépesített területre.